# Nathan Gomes
EXIBETITULO
Nathan de Alencar Gomes (Belém do Pará, Brasil) é um estudante e competidor de robótica brasileiro, conhecido por sua participação em diferentes modalidades da Olimpíada Brasileira de Robótica (OBR) e em competições internacionais de robótica, como a FIRST Tech Challenge FTC(FTC) e a FIRST Robotics Competition FRC(FRC).

## Biografia
Natural de Belém do Pará, Nathan iniciou sua trajetória na robótica educacional em 2020, participando da OBR em todas as modalidades. Ao longo dos anos, destacou-se principalmente na FTC, integrando a equipe Paratech FTC #17800, primeira equipe da região Norte a se classificar para o mata-mata do campeonato nacional.
Posteriormente, também integrou a equipe ParaTech FRC #9302 (anteriormente NorthStar), participando da temporada da FIRST Robotics Competition. Nesse período, envolveu-se com tecnologias avançadas utilizadas na categoria, como swerve drive, câmeras Limelight e motores Kraken e NEO.

## Carreira em Competições de Robótica
- OBR (Olimpíada Brasileira de Robótica): competidor desde 2020, atuando em todas as modalidades. Total de 11 prêmios conquistados.
- FIRST LEGO League (FLL): participou de 3 etapas regionais e uma nacional. Total de 2 prêmios conquistados.
- FIRST Tech Challenge (FTC): programador da ParaTech FTC #17800, equipe que estabeleceu recordes de pontuação no campeonato nacional e ficou a apenas dois pontos da média necessária para classificação ao mundial. Total de 2 prêmios conquistados.
- FIRST Robotics Competition (FRC): membro da ParaTech FRC #9302, colaborando no desenvolvimento de sistemas de programação e integração de novos recursos tecnológicos. Ainda irá competir.[1]

## Reconhecimento e Contribuições
Além de competidor, Nathan tem atuado como mentor e instrutor para novas gerações de estudantes interessados em programação e robótica. Em 2025, iniciou atividades de ensino voltadas para equipes de FLL, além de mentorias para membros iniciantes da ParaTech FTC.

## Impacto e reconhecimento
Nathan foi indicado ao Prêmio Dean’s List, honraria da FIRST Tech Challenge destinada a reconhecer estudantes com potencial de liderança e contribuição significativa para suas equipes e comunidades.
Ao longo de sua trajetória em projetos de robótica, estima-se que tenha alcançado e impactado mais de 35 mil pessoas  em sua região, por meio de atividades de divulgação científica, mentorias e iniciativas educacionais ligadas à robótica. De acordo com o jornal Obidense
É considerado um programador em ascensão dentro do cenário nacional de robótica educacional, tendo obtido reconhecimento em competições e em comunidades ligadas à FIRST no Brasil.

## Vida pessoal
Fora das competições, Nathan demonstra interesse por tecnologia, inteligência artificial e desenvolvimento de softwares. Também é conhecido por sua relação próxima com colegas de equipe e amigos que conheceu no ambiente da robótica.
1. 1 2  «FIRST Robotics Competition» (em inglês)
2. ↑  «FIRST Tech Challenge». Wikipedia (em inglês). 31 de julho de 2025
3. ↑  «For Inspiration and Recognition of Science and Technology». Wikipedia (em inglês). 13 de agosto de 2025
4. ↑  Redação (6 de março de 2025). «Estudantes paraenses participam de torneio nacional de robótica». Diário do Pará. Consultado em 17 de agosto de 2025
5. ↑  www.obidense.com.br (17 de março de 2025). «Pará brilha no Festival SESI de Robótica e conquista premiações nacionais». Portal Obidense. Consultado em 17 de agosto de 2025
6. ↑  Global, FIRST (1 de janeiro de 2025). «About FIRST ®». About FIRST | FIRST. Consultado em 17 de agosto de 2025. Cópia arquivada em 1 de janeiro de 2025